# Ciepłolecznictwo
Ciepłolecznictwo - forma termoterapii polegająca na przekazywaniu do organizmu energii cieplnej na drodze przewodzenia, przenoszenia lub promieniowania. Rozróżnia się zabiegi ciepłolecznicze o działaniu miejscowym i ogólnym.
Podstawową reakcją organizmu na działanie jest, odbywający się zgodnie z prawem Dastre’a-Morata miejscowy odczyn naczyniowy polegający na rozszerzeniu naczyń skórnych ze zwiększeniem przepływu krwi. Ciepło powoduje także rozluźnienie napięcia mięśni gładkich i poprzecznie prążkowanych, oraz działa bezpośrednio przeciwbólowo.
Zabiegi ciepłolecznicze działające na całe ciało, oprócz lokalnego wpływu na naczynia skóry, wywierają również działanie ogólnoustrojowe. Przegrzanie powoduje uruchomienie mechanizmów termoregulacji, związanych z nadmiernym oddawaniem potu, co doprowadza do odwodnienia i zaburzeń elektrolitowych. Podwyższenie temperatury ciała o 1 °C powoduje zwiększenie przemiany materii o 3,6%. Przegrzanie powoduje też stymulację części współczulnej układu autonomicznego, co skutkuje przyspieszeniem akcji serca oraz zwiększeniem pojemności minutowej.
Najprostszym zabiegiem ciepłoleczniczym o działaniu miejscowym jest ogrzewanie okolicy ciała za pomocą strumienia ciepłego powietrza z suszarki lub ogrzewanie za pomocą termoforu lub poduszki elektrycznej. W warunkach rehabilitacji ten efekt uzyskuje się raczej poprzez zastosowanie okładów parafinowych, lub metod wzbudzających ciepło w tkankach, takie jak naświetlanie promieniowaniem IR, lampą sollux czy z zastosowaniem prądów wysokiej częstotliwości. Zabiegi ciepłolecznicze o działaniu ogólnym możliwe są do zrealizowania poprzez kąpiele w ciepłej wodzie lub poprzez stosowanie sauny.

## Wskazania do zabiegów ciepłoleczniczych
- choroba zwyrodnieniowa stawów
- zesztywniające zapalenie stawów kręgosłupa i reumatoidalne zapalenie stawów poza okresami zaostrzeń
- stany po urazach i stłuczeniach tkanek miękkich
- niedowłady spastytczne i przykurcze mięśniowe
- nerwobóle
- zapalenie nerwów obwodowych (np. rwa kulszowa)
- choroby skóry (trądzik, czyraczność)

## Przeciwwskazania
- niewydolność krążenia
- nadciśnienie tętnicze
- ostre stany zapalne
- padaczka
- arytmia.

W ostatnim czasie zastosowanie zabiegów ciepłoleczniczych w terapii uległo znacznemu ograniczeniu.